# Anton Shipulin
Pour les articles homonymes, voir Chipouline.
Anton Vladimirovitch Shipulin (en russe : Антон Владимирович Шипулин, transcription anglaise Anton Vladimirovich Shipulin), né le 21 août 1987 à Tioumen (Union soviétique), est un biathlète, avocat et homme politique russe. Il est quatre fois individuellement médaillé aux Championnats du monde et s'est classé deuxième de la Coupe du monde 2014-2015 et 2016-2017 derrière Martin Fourcade. Il totalise onze victoires et a remporté le petit globe de cristal de la mass start en 2015. Il annonce en décembre 2018 qu'il met un terme à sa carrière sportive.

## Biographie

### Carrière sportive
Anton Shipulin est le frère d'Anastasia Kuzmina, également biathlète de niveau international. En 2008, il est trois fois champion du monde junior, sur le sprint, la poursuite et le relais. En janvier 2009, il fait ses premiers pas en Coupe du monde puis connait son premier succès lors d'un relais à Ruhpolding un an plus tard. Le mois suivant, à l'occasion de sa participation aux Jeux olympiques de Vancouver, il termine troisième du relais. Il perdra cependant sa médaille de bronze plus de dix ans plus tard lorsque le relais russe sera disqualifié en raison du dopage de son collègue Ustyugov.
Lors de la saison 2010-2011, il remporte sa première course en Coupe du monde, un sprint à Antholz.
Aux Mondiaux de Ruhpolding en 2012, il décroche sa première médaille individuelle en grand championnat avec le bronze obtenu dans la poursuite.
Aux Jeux olympiques de Sotchi 2014, il échoue de peu au pied du podium de l'épreuve du sprint avant de remporter avec Evgeny Ustyugov, Alexey Volkov et Dmitry Malyshko le titre sur le relais. Cependant, là aussi en raison du dopage de son coéquipier Ustyugov, le relais russe est disqualifié et Shipulin perd sa médaille d'or (officialisation en novembre 2024).
Lots de la saison 2014-2015, il gagne deux courses à Pokljuka, est médaillé d'argent en poursuite aux Championnats du monde de Kontiolahti et s'adjuge le petit globe de cristal de la mass-start. Il termine deux fois deuxième du classement général de la Coupe du monde derrière Martin Fourcade : en 2014-2015 et en  2016-2017
Il n'est pas autorisé à participer aux Jeux olympiques de PyeongChang 2018 en raison du scandale de dopage d'état frappant la Russie : il ne fait en effet pas partie de la liste athlètes éligibles dressée par une commission spéciale nommée par le Comité international olympique.
Anton Shipulin se console en remportant le sprint de Kontiolahti, sa première victoire de l'hiver, en devançant le Letton Andrejs Rastorgujevs de cinq secondes et le Français Quentin Fillon Maillet d'un peu moins de vingt secondes. Absent pour les trois premières étapes de la Coupe du monde 2018-2019, Il annonce le 25 décembre qu'il a décidé de mettre un terme à sa carrière sportive, par « manque de motivation », et « faute de prendre du plaisir », alors que l'équipe russe de biathlon est sous le coup d'une nouvelle enquête relative au dopage.

### Carrière politique et de dirigeant sportif
Shipulin entame en 2019 une carrière politique. Candidat de Russie unie dans le district de Serov lors d'une élection partielle, il obtient 41,57 % des voix et fait son entrée à la Douma. Candidat à une réélection en septembre 2021, il est réélu. Le 23 février 2022, Shipulin fait partie des 351 députés faisant l'objet d'une sanction par l'Union européenne pour avoir voté en faveur de la reconnaissance de l'indépendance des régions séparatistes d'Ukraine que sont la république populaire de Lougansk et la république populaire de Donetsk. Il est ainsi interdit de voyage dans l'UE, de recevoir de l'argent européen et ses avoirs potentiels sont gelés.
Shipulin devient président de la fédération régionale de biathlon de l'Oural en 2020.

## Palmarès

### Jeux olympiques
| Édition / Épreuve | Individuel | Sprint | Poursuite | Mass start | Relais | Relais mixte                     |
| ----------------- | ---------- | ------ | --------- | ---------- | ------ | -------------------------------- |
| Vancouver 2010    | 35e        | 29e    | 19e       | 21e        | DSQ    | Épreuve inexistante à cette date |
| Sotchi 2014       | —          | 4e     | 14e       | 11e        | DSQ    | DSQ                              |

Légende :
- : première place, médaille d'or
- : deuxième place, médaille d'argent
- : troisième place, médaille de bronze
- : pas d'épreuve
- DSQ : disqualification
- — : non disputée par Shipulin

### Championnats du monde
| Édition / Épreuve    | Individuel | Sprint | Poursuite                 | Mass start               | Relais               | Relais mixte              |
| -------------------- | ---------- | ------ | ------------------------- | ------------------------ | -------------------- | ------------------------- |
| Khanty-Mansiïsk 2011 | —          | 36e    | 20e                       | —                        | DSQ                  | —                         |
| Ruhpolding 2012      | —          | 13e    | Médaille de bronze, monde | 28e                      | 6e                   | 5e                        |
| Nové Město 2013      | 33e        | 7e     | Médaille de bronze, monde | Médaille d'argent, monde | DSQ                  | 6e                        |
| Kontiolahti 2015     | 16e        | 18e    | Médaille d'argent, monde  | 7e                       | 4e                   | 10e                       |
| Holmenkollen 2016    | 14e        | 45e    | 9e                        | 9e                       | 6e                   | 7e                        |
| Hochfilzen 2017      | 7e         | 21e    | 4e                        | 4e                       | Médaille d'or, monde | Médaille de bronze, monde |

Légende :
- : première place, médaille d'or
- : deuxième place, médaille d'argent
- : troisième place, médaille de bronze
- DSQ : disqualification
- — : non disputée par Shipulin

### Coupe du monde

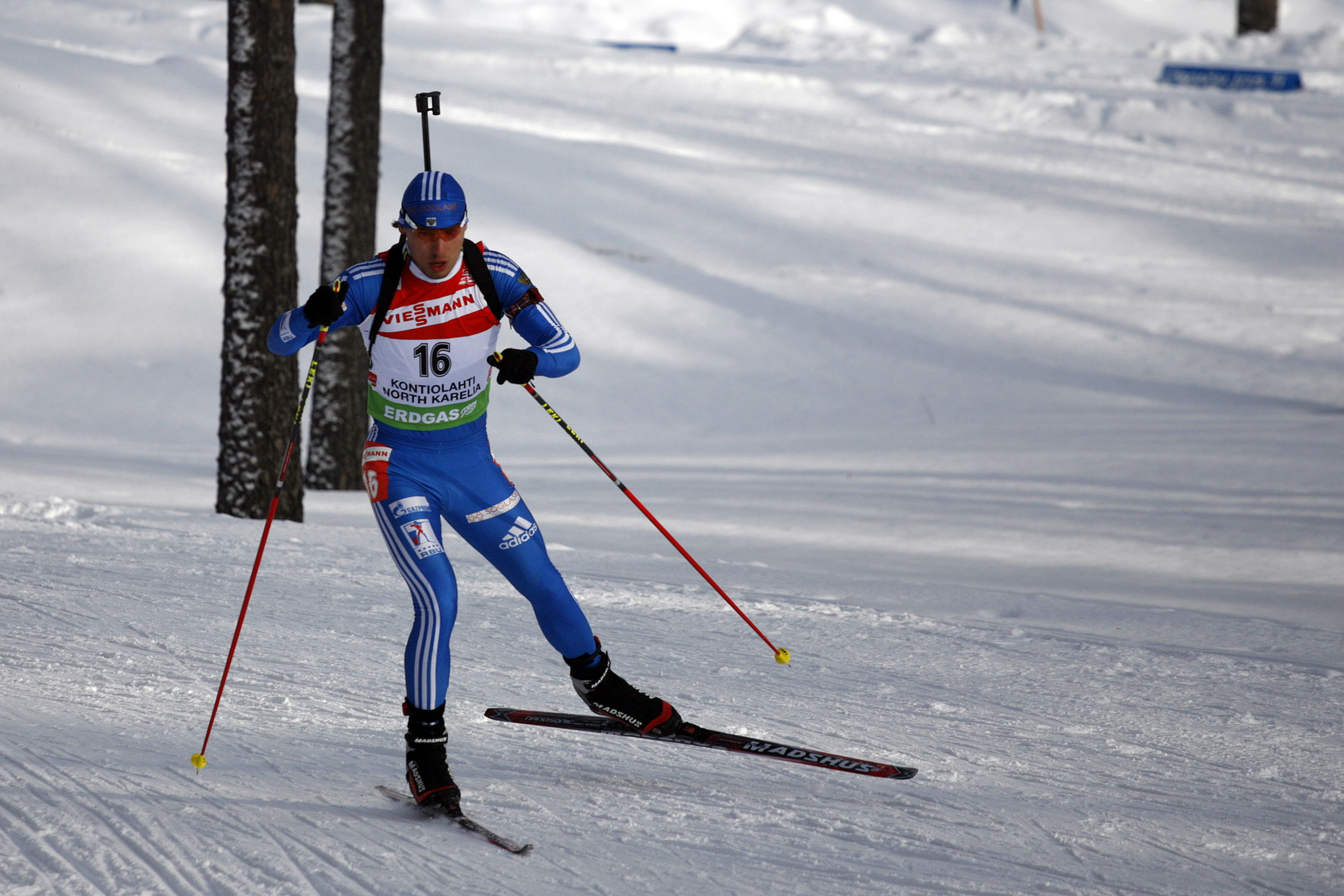
Shipulin à Kontiolahti en 2010.

- Meilleur classement général : 2e en 2015 et 2017.
- 1 petit globe de cristal :
  - Vainqueur du classement de la mass start en 2015.
- 60 podiums[10] :
  - 44 podiums individuels : 11 victoires, 14 deuxièmes places et 19 troisièmes places ;
  - 14 podiums en relais : 8 victoires, 3 deuxièmes places et 3 troisièmes places ;
  - 2 podiums en relais mixte : 1 victoire et 1 troisième place.

#### Classements en Coupe du monde
| Saison    | Individuel | Individuel | Individuel | Sprint  | Sprint | Sprint   | Poursuite | Poursuite | Poursuite | Mass start | Mass start | Mass start | Général | Général | Général  |
| Saison    | Courses    | Points     | Position   | Courses | Points | Position | Courses   | Points    | Position  | Courses    | Points     | Position   | Courses | Points  | Position |
| --------- | ---------- | ---------- | ---------- | ------- | ------ | -------- | --------- | --------- | --------- | ---------- | ---------- | ---------- | ------- | ------- | -------- |
| 2008-2009 | 0/4        |            |            | 3/10    | -      | nc       | 1/7       | 12        | 69e       | 0/5        |            |            | 4/26    | 12      | 93e      |
| 2009-2010 | 3/4        | 39         | 36e        | 8/10    | 162    | 19e      | 5/6       | 84        | 23e       | 4/5        | 89         | 22e        | 20/25   | 374     | 22e      |
| 2010-2011 | 1/4        | 71         | 20e        | 8/10    | 157    | 21e      | 4/7       | 110       | 21e       | 3/5        | 79         | 22e        | 16/26   | 417     | 18e      |
| 2011-2012 | 2/3        | 40         | 26e        | 9/10    | 201    | 17e      | 6/8       | 224       | 9e        | 5/5        | 172        | 5e         | 22/26   | 637     | 8e       |
| 2012-2013 | 2/3        | 40         | 26e        | 9/10    | 211    | 14e      | 5/7       | 247       | 3e        | 5/5        | 120        | 15e        | 22/26   | 618     | 9e       |
| 2013-2014 | 1/2        | 21         | 34e        | 9/9     | 234    | 7e       | 6/8       | 236       | 4e        | 2/3        | 58         | 22e        | 18/22   | 549     | 9e       |
| 2014-2015 | 3/3        | 61         | 16e        | 10/10   | 370    | 2e       | 7/7       | 305       | 2e        | 5/5        | 242        | 1er        | 25/25   | 978     | 2e       |
| 2015-2016 | 3/3        | 100        | 4e         | 9/9     | 251    | 5e       | 8/8       | 300       | 2e        | 5/5        | 155        | 3e         | 25/25   | 806     | 3e       |
| 2016-2017 | 3/3        | 126        | 2e         | 9/9     | 248    | 6e       | 9/9       | 392       | 2e        | 5/5        | 177        | 3e         | 26/26   | 918     | 2e       |
| 2017-2018 | 2/2        | 26         | 27e        | 8/8     | 256    | 4e       | 7/7       | 254       | 3e        | 4/5        | 174        | 5e         | 21/22   | 697     | 3e       |

- Courses : nombre d'épreuves disputées/nombre total d'épreuves ; Points : nombre de points en Coupe du monde ; Position : classement en Coupe du monde[11].
- Les épreuves des Jeux olympiques et des championnats de monde sont comptabilisées par l'Union internationale de biathlon (International Biathlon Union ou IBU) comme des épreuves de coupe du monde. Les épreuves des Jeux olympiques n'accordent en revanche plus de points pour la coupe du monde à partir de 2014 mais elles restent comptabilisées comme telles dans les palmarès des sportifs.

#### Détail des victoires
| Saison / Épreuve | Individuel         | Sprint             | Poursuite          | Mass start | Total |
| 2010-2011        |                    | Antholz-Anterselva |                    |            | 1     |
| 2011-2012        |                    |                    | Nové Město         |            | 1     |
| 2012-2013        |                    | Antholz-Anterselva | Antholz-Anterselva |            | 2     |
| 2013-2014        |                    |                    | Pokljuka           |            | 1     |
| 2014-2015        |                    | Pokljuka           |                    | Pokljuka   | 2     |
| 2015-2016        |                    |                    | Antholz-Anterselva |            | 1     |
| 2016-2017        | Antholz-Anterselva |                    | Holmenkollen       |            | 2     |
| 2017-2018        |                    | Kontiolahti        |                    |            | 1     |
| Total            | 1                  | 4                  | 5                  | 1          | 11    |

### Championnats d'Europe
- Médaille de bronze du relais et du sprint en 2009.

### Championnats du monde junior
- Val Martello 2007 : médaille d'argent de l'individuel.
- Ruhpolding 2008 : médaille d'or du sprint.
- Ruhpolding 2008 : médaille d'or de la poursuite.
- Ruhpolding 2008 : médaille d'or du relais.
- Ruhpolding 2008 : médaille d'argent de l'individuel.

### Championnats d'Europe junior
- Médaille d'or du sprint, de la poursuite, de l'individuel et du relais en 2008.

### Championnats du monde de biathlon d'été
- Médaille d'or du relais mixte en 2011, 2012 et 2017.
- Médaille d'argent du relais mixte en 2009.
- Médaille d'argent de la poursuite en 2017.
- Médaille de bronze du sprint en 2012.

### IBU Cup
- 1 podium.